# ጀ
Cette page contient des caractères éthiopiques. En cas de problème, consultez Aide:Unicode ou testez votre navigateur.
ዠ (translittéré djä, ǧä ou jä) est un caractère utilisé dans l’alphasyllabaire éthiopien pour l’écriture de l’amharique, du bilen, de l’oromo et du tigrigna comme symbole de base pour représenter les syllabes débutant par une consonne affriquée palato-alvéolaire voisée [dʒ].

## Usage
L’écriture éthiopienne est un alphasyllabaire ou chaque symbole correspond à une combinaison consonne + voyelle, organisé sur un symbole de base correspondant à la consonne et modifié par la voyelle. ጀ correspond à une consonne affriquée palato-alvéolaire voisée [dʒ] (ainsi qu'à la syllabe de base « djä »). Les différentes modifications du caractères sont les suivantes :
- ጀ : « ǧä »
- ጁ : « ǧu »
- ጂ : « ǧi »
- ጃ : « ǧa »
- ጄ : « ǧé »
- ጅ : « ǧe »
- ጆ : « ǧo »
- ጇ : « ǧwa »

## Représentation informatique
Dans la norme Unicode, les caractères sont représentés dans la table relative à l'éthiopien, :
- ጀ : U+1300, « syllabe éthiopienne djä »
- ጁ : U+1301, « syllabe éthiopienne dju »
- ጂ : U+1302, « syllabe éthiopienne dji »
- ጃ : U+1303, « syllabe éthiopienne dja »
- ጄ : U+1304, « syllabe éthiopienne djé »
- ጅ : U+1305, « syllabe éthiopienne dje »
- ጆ : U+1306, « syllabe éthiopienne djo »
- ጇ : U+1307, « syllabe éthiopienne djwa »